# 플루렐라과
플루렐라과(Plurellidae)는 편새해초목에 속하는 피낭동물과의 하나이다. 2개 속에 7종으로 이루어져 있다. 인도-태평양과 오스트레일리아 해역에서 발견된다.

## 하위 속
- 미크로가스트라속 (Microgastra) Kott, 1985 - 유일종 M. granosa
- 플루렐라속 (Plurella) Kott, 1973 - 6종 포함.